# Fernando Sánchez Castillo

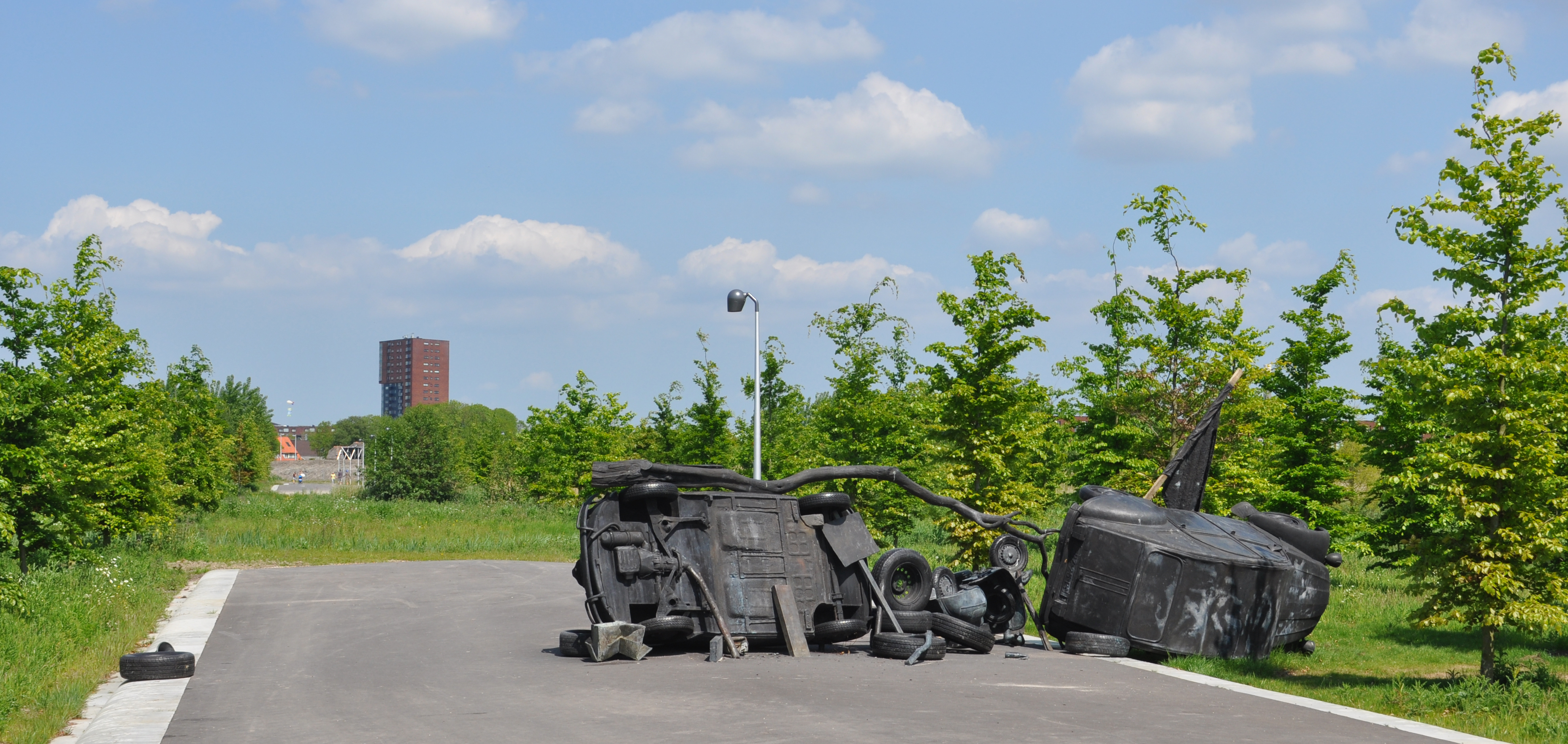
Barricade Fernando Sanchez Castillo Park Leidsche Rijn Utrecht

Fernando Sánchez Castillo (*  1970 in Madrid) ist ein spanischer Künstler.

## Leben
Sanchez Castillo studierte Bildende Kunst an der Universidad Complutense de Madrid und Philosophie in der Universidad Autónoma de Madrid. Er erhielt Stipendien in Santander (Fundación Marcelino Botín Grant, 2000), Madrid (Beca de generación Caja Madrid, 2002), Amsterdam (Rijksakademie 2005/06) und Dresden (Stiftung „Kunst und Musik für Dresden“, 2015)
Im Jahr 1999 nahm er an der Ausstellung Abracadabra in der Tate Modern in London teil, 2001 stellte er in den Deichtorhallen in Hamburg und im Jahr 2003 im MoMA PS1 in New York aus. Sánchez Castillo wurde im Jahr 2004 mit seiner Arbeit bei der Biennale von São Paulo in der brasilianischen Stadt São Paulo vertreten. Im Stedelijk Museum Schiedam hat er 2006 und 2007 eine Retrospektive seines Werkes ausgestellt.

## Werke
- Anamnesis  (2003),[1] Malerei in Zuidas in Amsterdam
- Fuente  (2003), Fundación NMAC in Vejer de la Frontera
- Gato rico muere de ataque al corazón en Chicago  (2004) – Video
- Los líderes de la escultura (2008), Sonsbeek 2008 in Arnheim
- Barricada  (2009), Beeldenpark Leidsche Rijn, Alendorperweg in Utrecht
- Fountain of Wishes (2009), Osnabrück
- Verzetsmonument Walraven van Hall (2010), Frederiksplein in Amsterdam
- El hombre del tanque  (2013), fünf Meter hohe Kunststoff-Statue als eine Darstellung des Lebens.
- Made in China  (2015), Objektkunst – 5000 Miniaturen des Tank Man zum Mitnehmen[2]
- Melilla Mauerspringer (2017) Skulptur in Herford